# Diamond Music
Diamond Music ist ein im Jahr 2000 von Iván Joy gegründetes Musiklabel aus Puerto Rico. Der Produzent hat sich mit seinem Label auf der Genres Reggaeton und Hurban (Hispanic Urban) spezialisiert.

## Geschichte
Das Label Diamond Music, das im Jahr 2000 startete, wuchs schnell und besetzte wichtige Positionen in der lateinamerikanischen Musikmarkt. Hier begannen die Karriere von populäre Reggaeton-Künstler wie Zion y Lennox, Tego Calderón, Jowell y Randy, Yaga y Mackie oder Johnny Prez. Ivy Queen, Eddie Dee und andere konnten hier ihre Karrieren vorantreiben.
Das erste Album des Reggaeton-Duos Yaga & Mackie Sonando Diferente von 2002 gilt als Juwel des Reggaeton. Es wurde über 70.000 Mal weltweit verkauft und erreichte den zehnten Platz der Latin Pop Charts und den 22. Platz der Latin Album Charts. Das Album hatte viele Gastmusiker wie Tego Calderón, Julio Voltio, Daddy Yankee, Johnny Prez, Pedro Prez, Maicol & Manuel, Baby Rasta & Gringo und Cheka. Diese Produktion machte Yaga & Mackie zu internationalen Künstlern. 

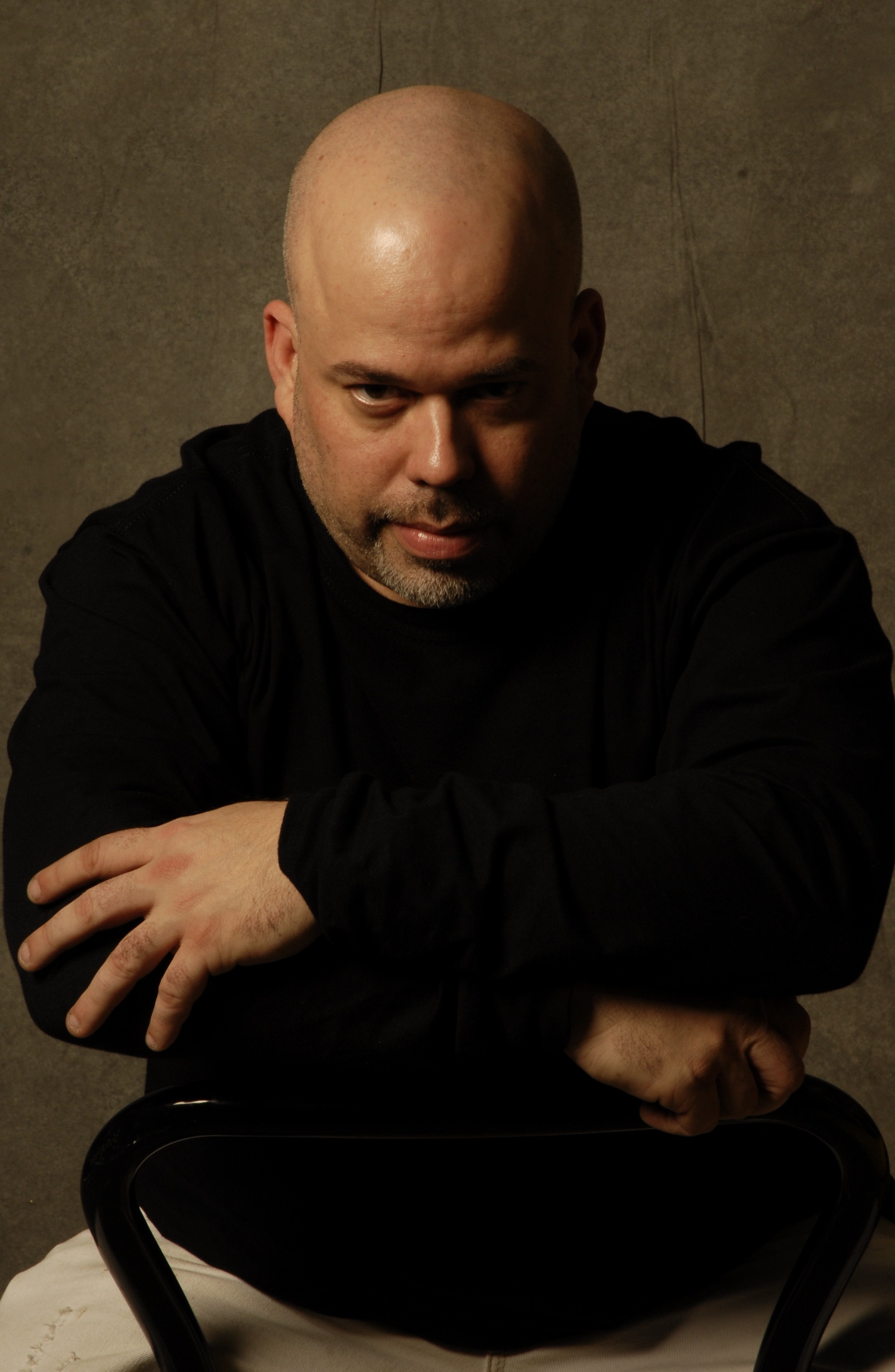
Iván Joy (2010)

2003 erschienen die Alben Kilates und  The Majestic, die im Musikmarkt Lateinamerikas großen Erfolg hatten. The Majestic war die berühmteste Kompilation, auf der Nicky Jam, Ivy Queen, Tego Calderón, Eddie Dee, Zion y Lennox und Maicol & Manuel vertreten waren. Später folgte das Album The Dragon von Johnny Prez, das auch in Asien für Aufmerksamkeit sorgte und ihn zum bedeutendsten Reggaeton-Künstler auf internationaler Ebene gemacht hat.
2004 kam mit The Majestic 2 - Second Empire ein Label-Sampler auf den Markt, auf dem Ivy Queen mit dem Song Yo Quiero Saber, Johnny Prez  mit Te Gusta Seducir, Tego Calderón  mit Naqui Naqui und andere vertreten waren. Der andere Song von Tego Mira Quien Llega von seinem Album Planet Reggae machte ihn weltweit bekannt und war großen Erfolg auf dem lateinamerikanischen Musikmarkt. Der Rapper TNB war auch ein erfolgreicher Musikproduzent bei Diamond Music.
Das nächste Album vom Duo Yaga y Mackie Clase Aparte erschien im Jahr 2004. Das bekannteste Stück des Albums ist La Batidora und entstand in Zusammenarbeit mit Don Omar. In demselben Jahr setzte Diamond Music seinen Erfolg mit dem Album Los 12 Discipulos fort. Diese Kompilation wurde von Ivan Joy und Eddie Dee produziert. Das Album mit Beiträgen von Eddie Dee, Daddy Yankee, Zion y Lennox, Ivy Queen, Tego Calderón, Julio Voltio, Vico C, Johnny Prez und anderen wurde für einen Latin Grammy nominiert.
Derzeit gilt Diamond Music als eine der führenden Plattenfirmen Lateinamerikas, die sich mit der Promotion, dem Vertrieb und digitaler Logistik beschäftigt. Am Musikmarkt sind CDs von Lucecita Benitez (La Voz Nacional), Arcángel, Conjunto Canayón, Orquesta Corporación Latina, Sophy, Jadiel, Rey Pirin, Brian Michael, Arquímedes, Yaga y Mackie, Lourdes Robles, Manolo Lezcano, Lunna und Lou Briel zu erwerben. Mehr als 35 Videos aus dem Hispanic-Urban-Genres wurden bei Diamond produziert.
2010 gründeten der Pianist Isidro Infante mit Ivan Joy die Firma Artist System Inc., die sich in Zusammenarbeit mit Diamond Music um die Produktion und Promotion der Tonträger kümmert. Die Firma arbeitet mit den Künstlern Isidro Infante, Lucecita Benitez, Lunna, Lou Briel, Lourdes Robles, Conjunto Canayon, Orquesta Corporación Latina, Jowell & Randy, Arcangel "La Maravilla", Tego Calderón, Jadiel, Endo, Guelo Star, Los Metalicoz, Kastrofobia u. v. a. zusammen. Der Präsident von Artist System Inc. ist Isidro Infante, Vizepräsident ist Ivan Joy. Diamond Music ist derzeit ein Teil von Artist System.

## Diskografie
- 2002 – Sonando Diferente, Yaga & Mackie
- 2003 – El Dragón, Johnny Prez
- 2003 – Kilates Rompiendo El Silencio, Various Artists
- 2003 – Kilates 2ndo Impacto: El Silencio Que Duele, Various Artists
- 2003 – The Majestic, Various Artists
- 2004 – Majestic Segundo II Imperio, Various Artists
- 2004 – 12 Discipulos, Various Artists
- 2004 – Clase Aparte, Yaga & Mackie
- 2005 – Reggaeton Diamond Collection, Various Artists
- 2006 – 40 Reggaeton Jewels, Various Artists
- 2007 – Kilates 1 Digital Remixes by DJ Wheel Master, Various Artists
- 2007 – Kilates 2 Digital Remixes By DJ Martino, Various Artists
- 2007 – Majestic Digital Remix by DJ Martino, Various Artists
- 2007 – Nonstop 1 Slow Jam, Various Artists
- 2007 – Nonstop 3 Parixeo Mix, Various Artists
- 2007 – Old School / New School, Various Artists
- 2007 – Reggaeton Diamond Hits, Various Artists
- 2009 – De Regreso, Orquesta Corporación Latina
- 2009 – Latino Mix Vol. 1, Various Artists